# Holoplatys embolica
Holoplatys embolica är en spindelart som beskrevs av Zabka 1991. Holoplatys embolica ingår i släktet Holoplatys och familjen hoppspindlar. Inga underarter finns listade i Catalogue of Life.